# حوضه مدیترانه

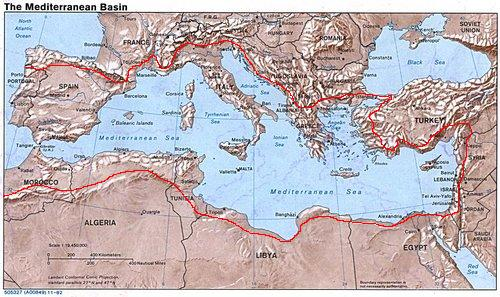
حوزهٔ مدیترانه

حوزهء مدیترانه یا منطقهٔ مدیترانه منطقهٔ بزرگی در اطراف دریای مدیترانه است. حوزهٔ مدیترانه منطقه‌ای میان‌قاره‌ای است که شامل دریای مدیترانه با جزایر درون آن و مناطق قاره‌ای نزدیک به ساحل جنوب اروپا، غرب آسیا و آفریقای شمالی می‌باشد. اصطلاح حوزهٔ مدیترانه از دیدگاه جغرافیای طبیعی، جغرافیای سیاسی، اقلیم شناسی، جغرافیای زیستی و حوزهٔ فرهنگی به‌طور جداگانه و دقیق‌تر می‌تواند مورد بررسی قرار گیرد.

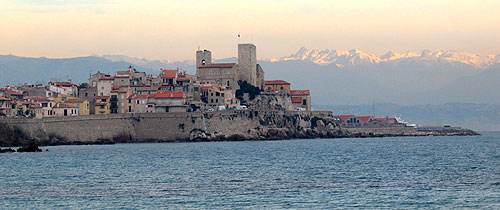
چشم‌اندازی از شهر آنتیب در فرانسه، اقلیم گرم، دریا، کوه‌ها و میراث فرهنگی حوضهٔ مدیترانه را تبدیل به یک منطقهٔ گردشگری محبوب نموده‌است

## زمین‌شناسی و دیرینه‌شناسی

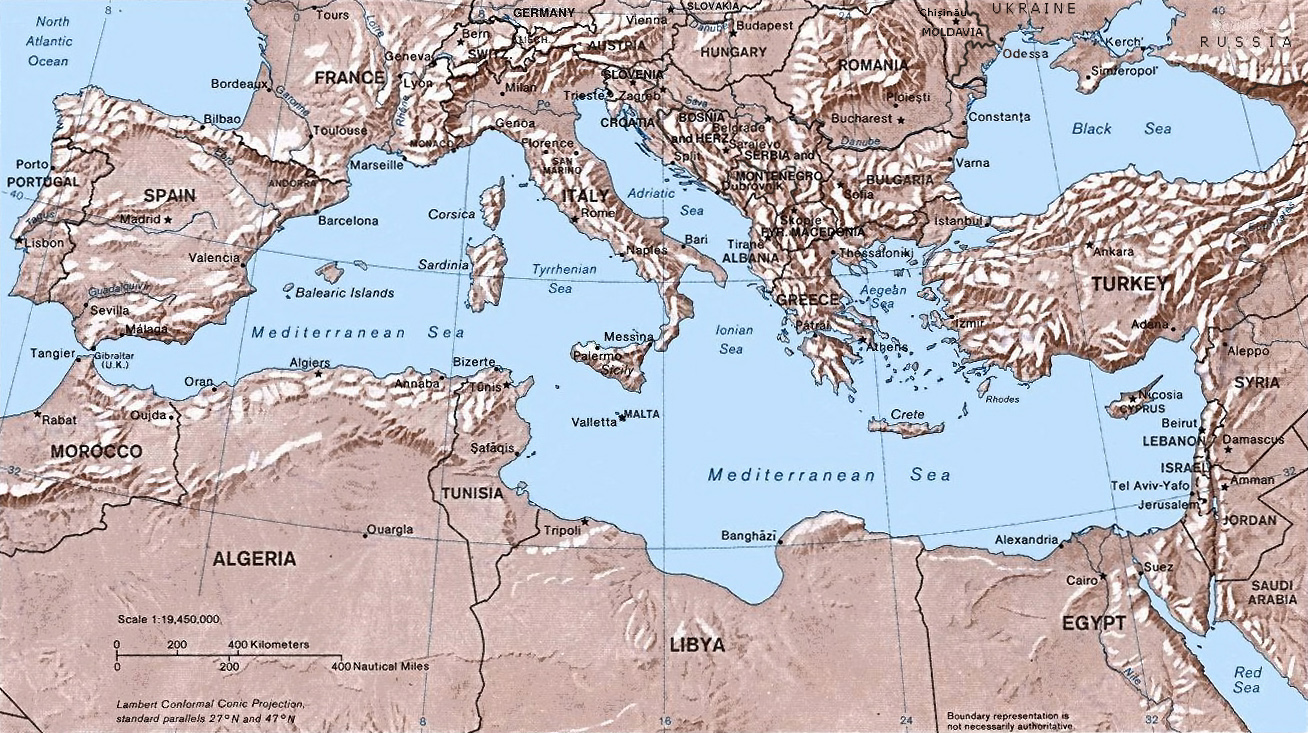
حوضهٔ مدیترانه

حوزهءمدیترانه با برخورد قدیمی قارهٔ آفریقا-عربی در حال حرکت به شمال با قارهٔ پایدار اوراسیا شکل گرفته‌است. با انتقال آفریقا و عربستان به شمال، دریای تتیس پیشین را که پیش‌تر اوراسیا را از قارهٔ باستانی گوندوانا جدا می‌کرد، که بخشی از آن آفریقا بود، جدا کرد. تقریباً در همین زمان، ۱۷۰ مایا در دورهٔ ژوراسیک، یک حوزهٔ کوچک اقیانوس Neotethys که اندکی قبل از بسته‌شدن دریای تتیس در انتهای شرقی تشکیل شد. این برخورد سامانهٔ گسترده‌ای از کوه‌ها را از پا درآورد و از پیرنه‌های اسپانیا تا کوه‌های زاگرس در ایران امتداد داد. این قسمت از کوه‌سازی، معروف به کوه‌زایی آلپ، عمدتاً در دوره‌های الیگوسن (۳۴ تا ۲۳ میلیون سال پیش (میا)) و میوسن (۲۳ تا ۵٫۳ میا) رخ داده‌است. Neotethys در طی این برخوردها بزرگ‌تر و بزرگ‌تر و فرورانش شد.

## مرزهای جغرافیایی حوضهٔ مدیترانه
به‌طور کلی این منطقه دارای ۱٫۳ میلیون کیلومتر مربع خشکی و ۲٫۵ میلیون کیلومتر مربع دریای مدیترانه است. این منطقه از شمال به کوهپایه‌های آلپ در ونیز، از غرب به کابو دا روکا در نزدیکی لیسبون، از شرق و جنوب به به بیابان سوریه و صحرای بزرگ آفریقا محدود می‌شود.
منطقهٔ مدیترانه میان سه قارهٔ اروپا، آفریقا، و آسیا گسترده شده‌است. در اروپا این منطقه از غرب به شرق همه یا بخشی از پرتغال، اسپانیا، آندورا، فرانسه، موناکو، ایتالیا، سان مارینو، واتیکان، مالت، اسلوونی، کرواسی، بوسنی و هرزگوین، مونته‌نگرو، آلبانی، یونان و بخش اروپایی ترکیه را در بر می‌گیرد. در آسیا این منطقه بخش آسیای صغیر ترکیه، سوریه، لبنان، اسرائیل، حکومت خودگردان فلسطین، اردن و جزیره قبرس را در بر می‌گیرد. در آفریقا از شمال تونس و شمال کشورهای مصر، لیبی، الجزایر و مراکش می‌شود.
به‌طور کلی مرزبندی منطقهٔ مدیترانه به وسیلهٔ کوهستان‌ها و ارتفاعات پیرنه و آلپ، دیناری، صرب و مقدونیه، ردپی، توروس، لبنان، غرب اردن و همچنین بیابان‌های شبه‌جزیره سینا و لیبی، تریپیولی و کوه‌های اطلس تعیین می‌شود. علاوه بر این فراتر از این مرزها این منطقه شامل مناطق نزدیک دلتای رودخانه‌ها به غیر از منطقهٔ نیل و برخی از رودخانه‌ها مانند رون را شامل می‌شود.
به معنای دقیق‌تر مرزهای این منطقه به منطقهٔ طبیعی و بالقوهٔ زیتون خیز محدود می‌شود و از این رو اصطلاح مرز درخت زیتون به کار می‌رود. طبق این تعریف منطقهٔ مدیترانه شامل پهنهٔ اقلیم مدیترانه‌ای در اروپا، خاورمیانه و آفریقای شمالی می‌شود. برخی از مناطق اقلیم مدیترانه‌ای که دور از دریای مدیترانه قرار دارند، مانند مناطق اطراف دریای سیاه یا ارتفاعات زاگرس در ایران شامل حوزهٔ مدیترانه نمی‌شوند.
بیشتر کشورهای هم‌مرز این منطقه مانند فرانسه، ترکیه یا کشورهای شمال آفریقا بخش کوچکی از آن‌ها شامل منطقهٔ دریای مدیترانه می‌شود. از سوی دیگر کشورهای پرتغال و اردن به دلایل اقلیمی بخشی از منطقهٔ مدیترانه به حساب می‌آیند، گرچه هیچ خط ساحلی با دریای مدیترانه ندارند.